# Germersheim
Germersheim är en stad i Landkreis Germersheim i förbundslandet Rheinland-Pfalz i Tyskland.